# Saison 2014-2015 de l'Arsenal FC
Chronologie
Saison précédente Saison suivante
La saison 2014-2015 de l'Arsenal FC est la 23e saison du club en Premier League. En compétition pour le Championnat d'Angleterre, la Coupe d'Angleterre, la Coupe de la Ligue anglaise, la Ligue des champions, ainsi que le Community Shield grace sa victoire en coupe la saison précédente.

## Équipe première

### Effectif
| N°                 | Nat                       | Nom                              | Date de naissance (Âge) | Depuis          | Matchs          | Buts            | En provenance de    |
| Gardiens de but    | Gardiens de but           | Gardiens de but                  | Gardiens de but         | Gardiens de but | Gardiens de but | Gardiens de but | Gardiens de but     |
| ------------------ | ------------------------- | -------------------------------- | ----------------------- | --------------- | --------------- | --------------- | ------------------- |
| 1                  | Drapeau de la Pologne     | Wojciech Szczęsny                | 18 avril 1990           | 2007            | 179             | 0               | Centre de formation |
| 13                 | Drapeau de la Colombie    | David Ospina                     | 31 août 1988            | 2014            | 15              | 0               | Nice                |
| 26                 | Drapeau de l'Argentine    | Damián Martínez                  | 2 septembre 1992        | 2010            | 8               | 0               | Centre de formation |
| Défenseurs         |                           |                                  |                         |                 |                 |                 |                     |
| 2                  | Drapeau de la France      | Mathieu Debuchy                  | 29 juillet 1985         | 2014            | 14              | 1               | Newcastle United    |
| 3                  | Drapeau de l'Angleterre   | Kieran Gibbs                     | 26 septembre 1989       | 2007            | 176             | 5               | Centre de formation |
| 4                  | Drapeau de l'Allemagne    | Per Mertesacker (vice-capitaine) | 29 septembre 1984       | 2011            | 161             | 7               | Werder Brême        |
| 5                  | Drapeau du Brésil         | Gabriel Paulista                 | 26 novembre 1990        | 2015            | 5               | 0               | Villarreal CF       |
| 6                  | Drapeau de la France      | Laurent Koscielny                | 10 septembre 1985       | 2010            | 195             | 16              | Lorient             |
| 18                 | Drapeau de l'Espagne      | Nacho Monreal                    | 26 février 1986         | 2013            | 79              | 2               | Málaga              |
| 21                 | Drapeau de l'Angleterre   | Calum Chambers                   | 20 janvier 1995         | 2014            | 35              | 1               | Southampton         |
| 39                 | Drapeau de l'Espagne      | Héctor Bellerín                  | 19 mars 1995            | 2013            | 19              | 1               | Centre de formation |
| 42                 | Drapeau de l'Angleterre   | Isaac Hayden                     | 22 mars 1995            | 2013            | 1               | 0               | Centre de formation |
| Milieux de terrain |                           |                                  |                         |                 |                 |                 |                     |
| 7                  | Drapeau de la Tchéquie    | Tomáš Rosický                    | 4 octobre 1980          | 2006            | 244             | 28              | Borussia Dortmund   |
| 8                  | Drapeau de l'Espagne      | Mikel Arteta (capitaine)         | 26 mars 1982            | 2011            | 136             | 16              | Everton             |
| 10                 | Drapeau de l'Angleterre   | Jack Wilshere                    | 1er janvier 1992        | 2008            | 148             | 11              | Centre de formation |
| 11                 | Drapeau de l'Allemagne    | Mesut Özil                       | 15 octobre 1988         | 2013            | 62              | 11              | Real Madrid         |
| 15                 | Drapeau de l'Angleterre   | Alex Oxlade-Chamberlain          | 15 août 1993            | 2011            | 114             | 12              | Southampton         |
| 16                 | Drapeau du pays de Galles | Aaron Ramsey                     | 26 décembre 1990        | 2008            | 215             | 35              | Cardiff City        |
| 19                 | Drapeau de l'Espagne      | Santi Cazorla                    | 13 décembre 1984        | 2012            | 137             | 27              | Málaga              |
| 20                 | Drapeau de la France      | Mathieu Flamini                  | 7 mars 1984             | 2013            | 220             | 11              | AC Milan            |
| 24                 | Drapeau de la France      | Abou Diaby                       | 1er mai 1986            | 2006            | 180             | 19              | Auxerre             |
| 34                 | Drapeau de la France      | Francis Coquelin                 | 13 mai 1991             | 2008            | 64              | 0               | Centre de formation |
| 35                 | Drapeau de l'Allemagne    | Gedion Zelalem                   | 26 janvier 1997         | 2013            | 2               | 0               | Centre de formation |
| 36                 | Drapeau de la Pologne     | Krystian Bielik                  | 4 janvier 1998          | 2015            | 0               | 0               | Legia Varsovie      |
| Attaquants         |                           |                                  |                         |                 |                 |                 |                     |
| 12                 | Drapeau de la France      | Olivier Giroud                   | 30 septembre 1986       | 2012            | 124             | 56              | Montpellier HSC     |
| 14                 | Drapeau de l'Angleterre   | Theo Walcott                     | 16 mars 1989            | 2006            | 294             | 72              | Southampton         |
| 17                 | Drapeau du Chili          | Alexis Sánchez                   | 19 décembre 1988        | 2014            | 42              | 19              | FC Barcelone        |
| 23                 | Drapeau de l'Angleterre   | Danny Welbeck                    | 26 novembre 1990        | 2014            | 30              | 8               | Manchester United   |
| 27                 | Drapeau de l'Allemagne    | Serge Gnabry                     | 14 juillet 1995         | 2012            | 19              | 1               | Centre de formation |
| 28                 | Drapeau du Costa Rica     | Joel Campbell                    | 26 juin 1992            | 2011            | 10              | 0               | Deportivo Saprissa  |

### Staff managérial
| Emploi                      | Staff           |
| --------------------------- | --------------- |
| Entraîneur                  | Arsène Wenger   |
| Entraîneur adjoint          | Steve Bould     |
| Entraîneurs de l'équipe pro | Boro Primorac   |
| Entraîneurs de l'équipe pro | Neil Banfield   |
| Entraîneur des gardiens     | Gerry Peyton    |
| Préparateur physique        | Tony Colbert    |
| Physiothérapeute            | Colin Lewin     |
| Docteur                     | Gary O'Driscoll |
| Recruteur                   | Steve Rowley    |

Source : http://www.arsenal.com

### Tenues
Équipementier : Puma
Sponsor : Emirates
| Domicile | Domicile alt | Extérieur | Extérieur alt | Extérieur alt | Autre | Autre alt | Gardien (1) | Gardien (2) | Gardien (3) |

## Transferts

### Mercato d'été

#### Arrivées
| Numéro | Poste | Joueur          | En provenance de  | Montant  | Date             | Source |
| ------ | ----- | --------------- | ----------------- | -------- | ---------------- | ------ |
| 17     | ATT   | Alexis Sánchez  | FC Barcelone      | 42,5 M€  | 10 juillet 2014  | [ 1 ]  |
| 2      | DEF   | Mathieu Debuchy | Newcastle United  | 15 M€    | 17 juillet 2014  | [ 2 ]  |
| 13     | GB    | David Ospina    | OGC Nice          | 4 M€     | 27 juillet 2014  | [ 3 ]  |
| 21     | DEF   | Calum Chambers  | Southampton       | 20,23 M€ | 28 juillet 2014  | [ 4 ]  |
| 23     | ATT   | Danny Welbeck   | Manchester United | 20 M€    | 2 septembre 2014 | [ 5 ]  |

#### Départs
| Numéro | Poste | Joueur           | Destination     | Montant            | Date             | Source |
| ------ | ----- | ---------------- | --------------- | ------------------ | ---------------- | ------ |
| 21     | GB    | Łukasz Fabiański | Swansea City    | Transfert libre    | 29 mai 2014      | [ 6 ]  |
| 3      | DEF   | Bacary Sagna     | Manchester City | Transfert libre    | 13 juin 2014     | [ 7 ]  |
| 30     | ATT   | Park Chu-young   | Al-Shabab       | Transfert libre    | 1er juillet 2014 | [ 8 ]  |
|        | DEF   | Johan Djourou    | Hambourg SV     | 2,8 M€             | 7 août 2014      | [ 9 ]  |
| 5      | DEF   | Thomas Vermaelen | FC Barcelone    | 19 M€              | 9 août 2014      | [ 10 ] |
| 23     | ATT   | Nicklas Bendtner | VfL Wolfsbourg  | Transfert libre    | 15 août 2014     | [ 11 ] |
| Poste  | Poste | Joueur           | Droits vendus à | Montant des droits | Date             | Source |
| MIL    | MIL   | Cesc Fàbregas    | Chelsea         | 7 M€               | 13 juin 2014     | [ 12 ] |
| ATT    | ATT   | Carlos Vela      | Real Sociedad   | 15 M€              | 24 juin 2014     | [ 13 ] |

##### Prêts
| Numéro | Poste | Joueur           | Destination       | Début              | Fin              | Source |
| ------ | ----- | ---------------- | ----------------- | ------------------ | ---------------- | ------ |
| 25     | DEF   | Carl Jenkinson   | West Ham United   | 31 juillet 2014    | 30 juin 2015     | [ 14 ] |
| 31     | ATT   | Ryo Miyaichi     | FC Twente         | 1er septembre 2014 | 30 juin 2015     | [ 15 ] |
| 34     | MIL   | Francis Coquelin | Charlton Athletic | 3 novembre 2014    | 12 décembre 2014 | ,      |

### Mercato d'hiver

#### Arrivées
| Numéro | Poste | Joueur          | En provenance de | Montant | Date            | Source |
| ------ | ----- | --------------- | ---------------- | ------- | --------------- | ------ |
| 36     | Mil   | Krystian Bielik | Legia Varsovie   | 2,25 M€ | 21 janvier 2015 | [ 19 ] |
| 5      | DEF   | Gabriel         | Villarreal CF    | 15 M€   | 28 janvier 2015 | [ 20 ] |

#### Départs

##### Prêts
| Numéro | Poste | Joueur            | Destination      | Début           | Fin          | Source |
| ------ | ----- | ----------------- | ---------------- | --------------- | ------------ | ------ |
| 9      | ATT   | Lukas Podolski    | Inter Milan      | 5 janvier 2015  | 30 juin 2015 | [ 21 ] |
| 22     | ATT   | Yaya Sanogo       | Crystal Palace   | 13 janvier 2015 | 30 juin 2015 | [ 22 ] |
| 28     | ATT   | Joel Campbell     | Villarreal CF    | 27 janvier 2015 | 30 juin 2015 | [ 23 ] |
| 26     | GB    | Emiliano Martínez | Rotherham United | 20 mars 2015    | 20 mai 2015  | [ 24 ] |

### Activité globale
| Mercato d'été : 101,73 M€ Mercato d'hiver : 17,25 M€ Total : 118,98 M€ | Mercato d'été : 43,8 M€ Mercato d'hiver : 0 € Total : 43,8 M€ | Mercato d'été : 57,93 M€ Mercato d'hiver : 17,25 M€ Total : 75,18 M€ |

## Compétitions

### Premier League

#### Classement
| Rang | Équipe                | Pts | J  | G  | N  | P  | Bp | Bc | Diff |
| ---- | --------------------- | --- | -- | -- | -- | -- | -- | -- | ---- |
| 1    | Chelsea L             | 87  | 38 | 26 | 9  | 3  | 73 | 32 | +41  |
| 2    | Manchester City T     | 79  | 38 | 24 | 7  | 7  | 83 | 38 | +45  |
| 3    | Arsenal S C           | 75  | 38 | 22 | 9  | 7  | 71 | 36 | +35  |
| 4    | Manchester United     | 70  | 38 | 20 | 10 | 8  | 62 | 37 | +25  |
| 5    | Tottenham Hotspur     | 64  | 38 | 19 | 7  | 12 | 58 | 53 | +5   |
| 6    | Liverpool             | 62  | 38 | 18 | 8  | 12 | 52 | 48 | +4   |
| 7    | Southampton           | 60  | 38 | 18 | 6  | 14 | 54 | 33 | +21  |
| 8    | Swansea City          | 56  | 38 | 16 | 8  | 14 | 46 | 49 | -3   |
| 9    | Stoke City            | 54  | 38 | 15 | 9  | 14 | 48 | 45 | +3   |
| 10   | Crystal Palace        | 48  | 38 | 13 | 9  | 16 | 47 | 51 | -4   |
| 11   | Everton               | 47  | 38 | 12 | 11 | 15 | 48 | 50 | -2   |
| 12   | West Ham United       | 47  | 38 | 12 | 11 | 15 | 44 | 47 | -3   |
| 13   | West Bromwich         | 44  | 38 | 11 | 11 | 16 | 38 | 51 | -13  |
| 14   | Leicester City P      | 41  | 38 | 11 | 8  | 19 | 46 | 55 | -9   |
| 15   | Newcastle United      | 39  | 38 | 10 | 9  | 19 | 40 | 63 | -23  |
| 16   | Sunderland            | 38  | 38 | 7  | 17 | 14 | 31 | 53 | -22  |
| 17   | Aston Villa           | 38  | 38 | 10 | 8  | 20 | 31 | 57 | -26  |
| 18   | Hull City             | 35  | 38 | 8  | 11 | 19 | 33 | 51 | -18  |
| 19   | Burnley P             | 33  | 38 | 7  | 12 | 19 | 28 | 53 | -25  |
| 20   | Queens Park Rangers P | 30  | 38 | 8  | 6  | 24 | 42 | 73 | -31  |

Qualifications européennes
Ligue des champions 2015-2016
- 1er 2e et 3e : phase de groupes
- 4e : tour de barrages pour non-champions

Ligue Europa 2015-2016
- 5e et 6e : phase de groupes
- 7e : 3e tour de qualification
- Prix du fair-play UEFA : 1er tour de qualification

Relégation
- 18e, 19e et 20e : relégation en Championship

Abréviations
- T : Tenant du titre
- C : Vainqueur de la FA Cup 2014-2015
- L : Vainqueur de la Coupe de la Ligue 2014-2015
- S : Vainqueur du Community Shield 2014
- P : Promus de Championship

### Ligue des champions

#### Phase des groupes

##### Classement
| Rang | Équipe            | Pts | J | G | N | P | Bp | Bc | Diff |  | Résultats (▼ dom., ► ext.) | Drapeau de l'Allemagne | Drapeau de l'Angleterre | Drapeau de la Belgique | Drapeau de la Turquie |
| ---- | ----------------- | --- | - | - | - | - | -- | -- | ---- |  | -------------------------- | ---------------------- | ----------------------- | ---------------------- | --------------------- |
| 1    | Borussia Dortmund | 13  | 6 | 4 | 1 | 1 | 14 | 4  | +10  |  | Borussia Dortmund          |                        | 2-0                     | 1-1                    | 4-1                   |
| 2    | Arsenal           | 13  | 6 | 4 | 1 | 1 | 15 | 8  | +7   |  | Arsenal                    | 2-0                    |                         | 3-3                    | 4-1                   |
| 3    | RSC Anderlecht    | 6   | 6 | 1 | 3 | 2 | 8  | 10 | -2   |  | RSC Anderlecht             | 0-3                    | 1-2                     |                        | 2-0                   |
| 4    | Galatasaray SK    | 1   | 6 | 0 | 1 | 5 | 4  | 19 | -15  |  | Galatasaray SK             | 0-4                    | 1-4                     | 1-1                    |                       |

Source : uefa.com

## Statistiques

### Meilleurs buteurs
Inclut uniquement les matches officiels. La liste est classée par numéro de maillot lorsque le total des buts est égal.
| R  | No. | Pos | Nat | Nom                     | Premier League | Coupe d'Angleterre | Coupe de la Ligue | Ligue des champions | Community Shield | Total |
| -- | --- | --- | --- | ----------------------- | -------------- | ------------------ | ----------------- | ------------------- | ---------------- | ----- |
| 1  | 17  | ATT |     | Alexis Sánchez          | 16             | 4                  | 1                 | 4                   | 0                | 25    |
| 2  | 12  | ATT |     | Olivier Giroud          | 14             | 3                  | 0                 | 1                   | 1                | 19    |
| 3  | 16  | MIL |     | Aaron Ramsey            | 6              | 0                  | 0                 | 3                   | 1                | 10    |
| 4  | 19  | MIL |     | Santi Cazorla           | 7              | 0                  | 0                 | 0                   | 1                | 8     |
| 4  | 23  | ATT |     | Danny Welbeck           | 4              | 1                  | 0                 | 3                   | 0                | 8     |
| 6  | 14  | ATT |     | Theo Walcott            | 5              | 2                  | 0                 | 0                   | 0                | 7     |
| 7  | 11  | MIL |     | Mesut Özil              | 4              | 1                  | 0                 | 0                   | 0                | 5     |
| 8  | 6   | DEF |     | Laurent Koscielny       | 3              | 0                  | 0                 | 0                   | 0                | 3     |
| 8  | 7   | MIL |     | Tomáš Rosický           | 2              | 1                  | 0                 | 0                   | 0                | 3     |
| 8  | 9   | ATT |     | Lukas Podolski          | 0              | 0                  | 0                 | 3                   | 0                | 3     |
| 8  | 15  | MIL |     | Alex Oxlade-Chamberlain | 1              | 0                  | 0                 | 2                   | 0                | 3     |
| 12 | 4   | DEF |     | Per Mertesacker         | 0              | 2                  | 0                 | 0                   | 0                | 2     |
| 12 | 10  | MIL |     | Jack Wilshere           | 2              | 0                  | 0                 | 0                   | 0                | 2     |
| 12 | 39  | DEF |     | Héctor Bellerín         | 2              | 0                  | 0                 | 0                   | 0                | 2     |
| 15 | 2   | DEF |     | Mathieu Debuchy         | 1              | 0                  | 0                 | 0                   | 0                | 1     |
| 15 | 3   | DEF |     | Kieran Gibbs            | 0              | 0                  | 0                 | 1                   | 0                | 1     |
| 15 | 8   | MIL |     | Mikel Arteta            | 0              | 0                  | 0                 | 1                   | 0                | 1     |
| 15 | 18  | DEF |     | Nacho Monreal           | 0              | 1                  | 0                 | 0                   | 0                | 1     |
| 15 | 20  | MIL |     | Mathieu Flamini         | 1              | 0                  | 0                 | 0                   | 0                | 1     |
| 15 | 21  | DEF |     | Calum Chambers          | 1              | 0                  | 0                 | 0                   | 0                | 1     |
| 15 | 22  | ATT |     | Yaya Sanogo             | 0              | 0                  | 0                 | 1                   | 0                | 1     |
|    |     |     |     | Buts contre son camp    | 2              | 0                  | 0                 | 0                   | 0                | 2     |
|    |     |     |     | TOTAUX                  | 71             | 15                 | 1                 | 19                  | 3                | 109   |

Mise à jour : 30 mai 2015

Source : Rapports de matches officiels

### Discipline
Inclut uniquement les matches officiels. La liste est classée par numéro de maillot lorsque le total des cartons est égal.
| R  | No. | Pos                       | Nat | Nom                     | Premier League | Premier League | Coupe d'Angleterre | Coupe d'Angleterre | Coupe de la Ligue | Coupe de la Ligue | Ligue des champions | Ligue des champions | Community Shield | Community Shield | Total  | Total        |
| R  | No. | Pos                       | Nat | Nom                     | Averti         | Carton rouge   | Averti             | Carton rouge       | Averti            | Carton rouge      | Averti              | Carton rouge        | Averti           | Carton rouge     | Averti | Carton rouge |
| 1  | 21  | Drapeau de l'Angleterre   | DEF | Calum Chambers          | 7              | 1              | 0                  | 0                  | 0                 | 0                 | 1                   | 0                   | 0                | 0                | 8      | 1            |
| 2  | 16  | Drapeau du pays de Galles | MIL | Aaron Ramsey            | 6              | 0              | 1                  | 0                  | 0                 | 0                 | 0                   | 1                   | 0                | 0                | 7      | 1            |
| 3  | 12  | Drapeau de la France      | ATT | Olivier Giroud          | 5              | 1              | 0                  | 0                  | 0                 | 0                 | 0                   | 0                   | 0                | 0                | 5      | 1            |
| 4  | 2   | Drapeau de la France      | DEF | Mathieu Debuchy         | 2              | 0              | 0                  | 0                  | 0                 | 0                 | 1                   | 1                   | 0                | 0                | 3      | 1            |
| 5  | 1   | Drapeau de la Pologne     | GB  | Wojciech Szczęsny       | 1              | 0              | 0                  | 0                  | 0                 | 0                 | 1                   | 1                   | 0                | 0                | 2      | 1            |
| 6  | 39  | Drapeau de l'Espagne      | DEF | Héctor Bellerín         | 5              | 0              | 1                  | 0                  | 0                 | 0                 | 1                   | 0                   | 0                | 0                | 7      | 0            |
| 7  | 34  | Drapeau de la France      | MIL | Francis Coquelin        | 5              | 0              | 1                  | 0                  | 0                 | 0                 | 1                   | 0                   | 0                | 0                | 7      | 0            |
| 8  | 20  | Drapeau de la France      | MIL | Mathieu Flamini         | 3              | 0              | 0                  | 0                  | 0                 | 0                 | 3                   | 0                   | 0                | 0                | 6      | 0            |
| 9  | 18  | Drapeau de l'Espagne      | DEF | Nacho Monreal           | 3              | 0              | 0                  | 0                  | 0                 | 0                 | 3                   | 0                   | 0                | 0                | 6      | 0            |
| 10 | 17  | Drapeau du Chili          | ATT | Alexis Sánchez          | 4              | 0              | 1                  | 0                  | 0                 | 0                 | 1                   | 0                   | 0                | 0                | 6      | 0            |
| 11 | 10  | Drapeau de l'Angleterre   | MIL | Jack Wilshere           | 4              | 0              | 0                  | 0                  | 1                 | 0                 | 1                   | 0                   | 0                | 0                | 6      | 0            |
| 12 | 19  | Drapeau de l'Espagne      | MIL | Santi Cazorla           | 5              | 0              | 0                  | 0                  | 0                 | 0                 | 0                   | 0                   | 0                | 0                | 5      | 0            |
| 13 | 6   | Drapeau de la France      | DEF | Laurent Koscielny       | 4              | 0              | 0                  | 0                  | 0                 | 0                 | 0                   | 0                   | 0                | 0                | 4      | 0            |
| 14 | 15  | Drapeau de l'Angleterre   | MIL | Alex Oxlade-Chamberlain | 4              | 0              | 0                  | 0                  | 0                 | 0                 | 0                   | 0                   | 0                | 0                | 4      | 0            |
| 15 | 23  | Drapeau de l'Angleterre   | ATT | Danny Welbeck           | 3              | 0              | 0                  | 0                  | 0                 | 0                 | 1                   | 0                   | 0                | 0                | 4      | 0            |
| 16 | 3   | Drapeau de l'Angleterre   | DEF | Kieran Gibbs            | 3              | 0              | 0                  | 0                  | 0                 | 0                 | 0                   | 0                   | 0                | 0                | 3      | 0            |
| 17 | 8   | Drapeau de l'Espagne      | MIL | Mikel Arteta            | 1              | 0              | 0                  | 0                  | 0                 | 0                 | 1                   | 0                   | 0                | 0                | 2      | 0            |
| 18 | 11  | Drapeau de l'Allemagne    | MIL | Mesut Özil              | 0              | 0              | 0                  | 0                  | 0                 | 0                 | 2                   | 0                   | 0                | 0                | 2      | 0            |
| 19 | 5   | Drapeau du Brésil         | DEF | Gabriel Paulista        | 0              | 0              | 2                  | 0                  | 0                 | 0                 | 0                   | 0                   | 0                | 0                | 2      | 0            |
| 20 | 7   | Drapeau de la Tchéquie    | MIL | Tomáš Rosický           | 1              | 0              | 0                  | 0                  | 1                 | 0                 | 0                   | 0                   | 0                | 0                | 2      | 0            |
| 21 | 9   | Drapeau de l'Allemagne    | ATT | Lukas Podolski          | 0              | 0              | 0                  | 0                  | 0                 | 0                 | 1                   | 0                   | 0                | 0                | 1      | 0            |
|    |     |                           |     | TOTAUX                  | 66             | 2              | 6                  | 0                  | 2                 | 0                 | 18                  | 3                   | 0                | 0                | 92     | 5            |

Mise à jour : 30 mai 2015

Source : Rapports de matches officiels

### Total
| Matches joués                 | 56 (38 Premier League, 6 Coupe d'Angleterre, 1 Coupe de la Ligue, 10 Ligue des champions, 1 Community Shield)       |
| Matches gagnés                | 35 (22 Premier League, 6 Coupe d'Angleterre, 6 Ligue des champions, 1 Community Shield)                             |
| Matches nuls                  | 11 (9 Premier League, 2 Ligue des champions)                                                                        |
| Matches perdus                | 10 (7 Premier League, 1 Coupe de la Ligue, 2 Ligue des champions)                                                   |
| Buts marqués                  | 109 (71 Premier League, 15 Coupe d'Angleterre, 1 Coupe de la Ligue, 19 Ligue des champions, 3 Community Shield)     |
| Buts concédés                 | 53 (36 Premier League, 4 Coupe d'Angleterre, 2 Coupe de la Ligue, 11 Ligue des champions)                           |
| Différence de buts            | +56 (+35 Premier League, +11 Coupe d'Angleterre, -1 Coupe de la Ligue, +8 Ligue des champions, +3 Community Shield) |
| Matches sans encaisser de but | 21 (13 Premier League, 3 Coupe d'Angleterre, 4 Ligue des champions, 1 Community Shield)                             |
| Cartons jaunes                | 92 (66 Premier League, 6 Coupe d'Angleterre, 2 Coupe de la Ligue, 18 Ligue des champions)                           |
| Cartons rouges                | 5 (2 Premier League, 3 Ligue des champions)                                                                         |
| Pire discipline               | Calum Chambers (8 - 1 )                                                                                             |
| Meilleur résultat             | Victoire 5 - 0 (Domicile) contre Aston Villa - Coupe d'Angleterre - 1er février 2015                                |
| Pire résultat                 | Défaite 3 - 1 (Domicile) contre l'AS Monaco - Ligue des champions - 25 février 2015                                 |
| Meilleur buteur               | Alexis Sánchez (25 buts)                                                                                            |

Mise à jour : 30 mai 2015

Source : Rapports de matches officiels